# 圣康坦-法拉维耶
圣康坦-法拉维耶（法語：Saint-Quentin-Fallavier，法語發音：[sɛ̃ kɑ̃tɛ̃ falavje]），法国东南部城市，奥弗涅-罗讷-阿尔卑斯大区伊泽尔省的一个市镇，隶属于拉图尔迪潘区，其市镇面积为22.83平方公里，2022年1月1日时人口数量为6,182人，在法国城市中排名第1,825位。
圣康坦-法拉维耶位于伊泽尔省西北部，是一个区域性的中心城市，A43高速公路和里昂－马赛铁路经过其境内，其附近建有大型工业及物流园区。

## 地名来源

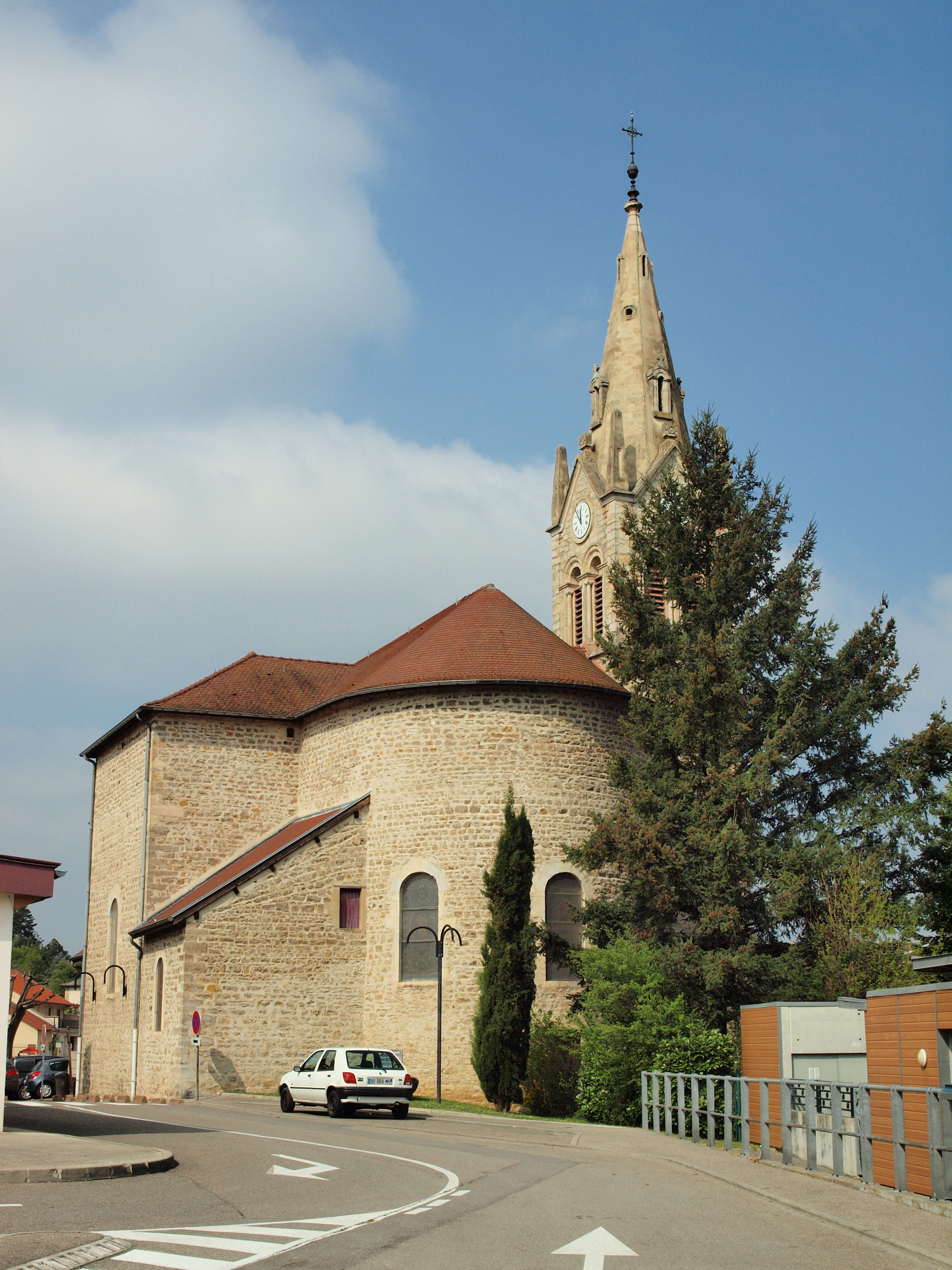
圣康坦教堂

“Saint-Quentin”一名可能来源于天主教人物康坦，其拉丁语原名为“Quintino”。“Fallavier”则来自附近的一个山丘，其来源及含义尚不清楚。
该地在中文谷歌地图中的译名为“圣屈昂坦法拉维耶”，此名称为地图从Wikidata上抓取的中文维基早期机翻误译，且这一误译及其变体已被部分汉语资料使用；而“圣康坦-法拉维耶”一名已修正，其符合法汉译音规则。

## 历史
圣康坦-法拉维耶成立于1885年7月2日，由圣康坦（Saint-Quentin）和法拉维耶（Fallavier）两个市镇合并而成，其中圣康坦为政府驻地。
圣康坦历史上长期为一处普通农业村落，中世纪时为多菲内的一部分，后于1351年成为法兰西王国的领土，法国大革命后成为伊泽尔省的一个市镇。
法拉维耶因其境内的同名城堡而闻名，后者始建于8世纪，曾被萨瓦伯爵继承，后被法兰西国王约翰二世购买。城堡附近的聚落形成于中世纪末。法国大革命后，法拉维耶亦成为伊泽尔省的一个市镇。
工业革命期间，途径圣康坦和法拉维耶的里昂－马赛铁路分段建成通车。二战后，随着里昂的城市扩张以及高速公路的建成，圣康坦-法拉维耶逐渐发展成为里昂乃至法国东南部的一个重要物流工业基地。2015年6月26日，圣康坦-法拉维耶发生恐怖袭击事件，造成一人身亡。

## 地理

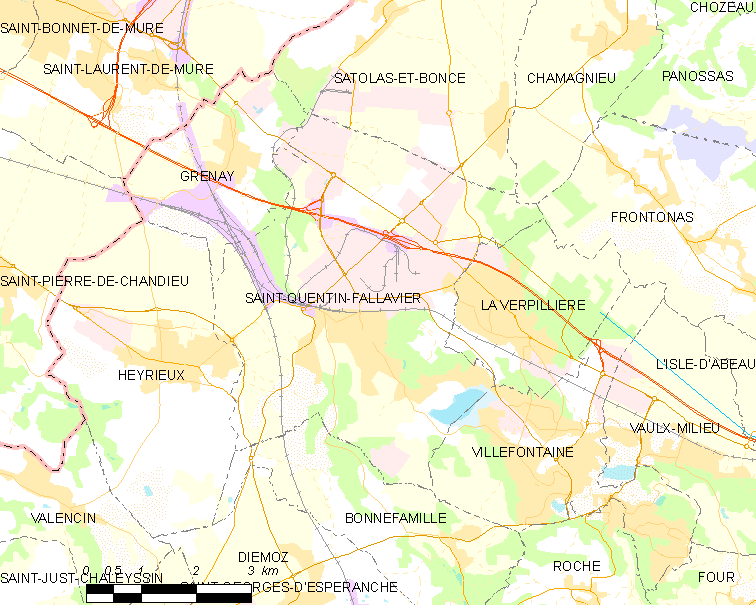
圣康坦-法拉维耶市镇范围地图

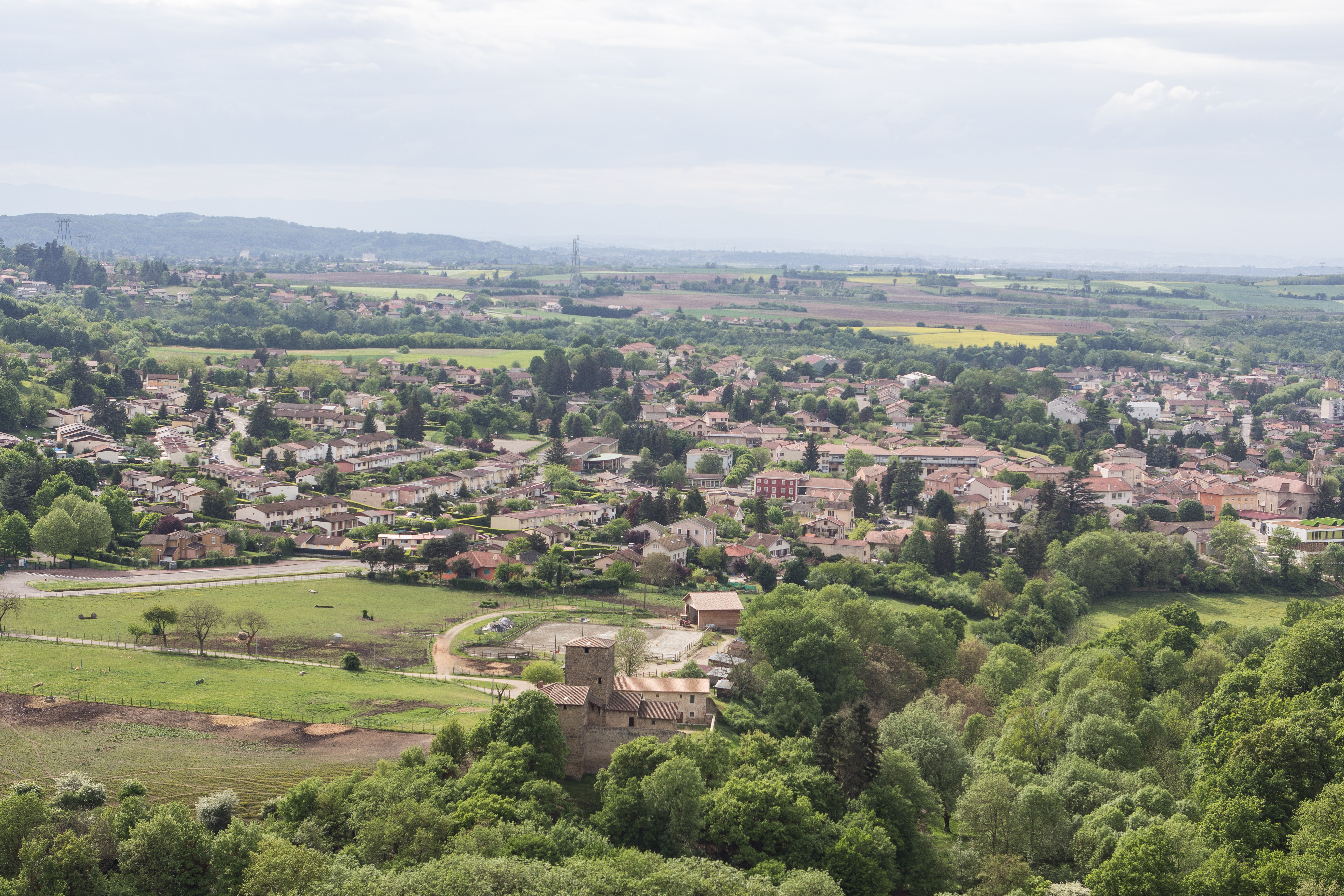
远眺圣康坦-法拉维耶市区

圣康坦-法拉维耶位于法国东南部，奥弗涅-罗讷-阿尔卑斯大区中东部和伊泽尔省西北部，距离省会格勒诺布尔大约公里。与圣康坦-法拉维耶接壤的市镇包括：博讷法米耶、沙马尼约、弗龙托纳、格勒奈、埃里约、萨托拉斯和邦斯、拉韦皮耶尔、维勒方丹。

### 地形
圣康坦-法拉维耶位于里昂平原（Plaine de Lyon）东南部腹地，境内以平原为主，市镇中心地势较为平坦，东南部略有起伏，全境海拔在206到364米之间。

### 水文
圣康坦-法拉维耶位于罗讷河流域，比韦河（Le Bivet）自西南向东北流经其市区，该河水量较小，其下游通过人工水渠引入罗讷河干流。

### 植被
圣康坦-法拉维耶属于温带阔叶混交林区，林地主要分布于市区南部和西北部。
在鲜花城市的评比中，圣康坦-法拉维耶被评为1星级鲜花城市。

### 气候
圣康坦-法拉维耶在柯本气候分类法中属于带有大陆特征的温带海洋性气候。

## 行政区划
圣康坦-法拉维耶的市镇编号为38449，邮政编号为38070。
在行政管理方面，圣康坦-法拉维耶隶属于法国奥弗涅-罗讷-阿尔卑斯大区伊泽尔省拉图尔迪潘区；在地方选举方面，圣康坦-法拉维耶隶属于拉韦皮耶尔县，其市镇范围全境被划入伊泽尔省第十选区；在社会管理方面，圣康坦-法拉维耶是伊泽尔门城市圈公共社区的组成部分。
法国国家统计与经济研究所（简称）在进行数据统计时，将圣康坦-法拉维耶及相邻的另外5个市镇设为维勒枫丹城市核心区，并将包括核心区在内的周边共499个市镇划为里昂城市区。自2020年起，里昂城市区被拆解，圣康坦-法拉维耶被划入包含398个市镇的里昂城市辐射区内。此外，还将圣康坦-法拉维耶市镇分为了19个“块区”（IRIS），以便于统计人口分布情况。

## 交通

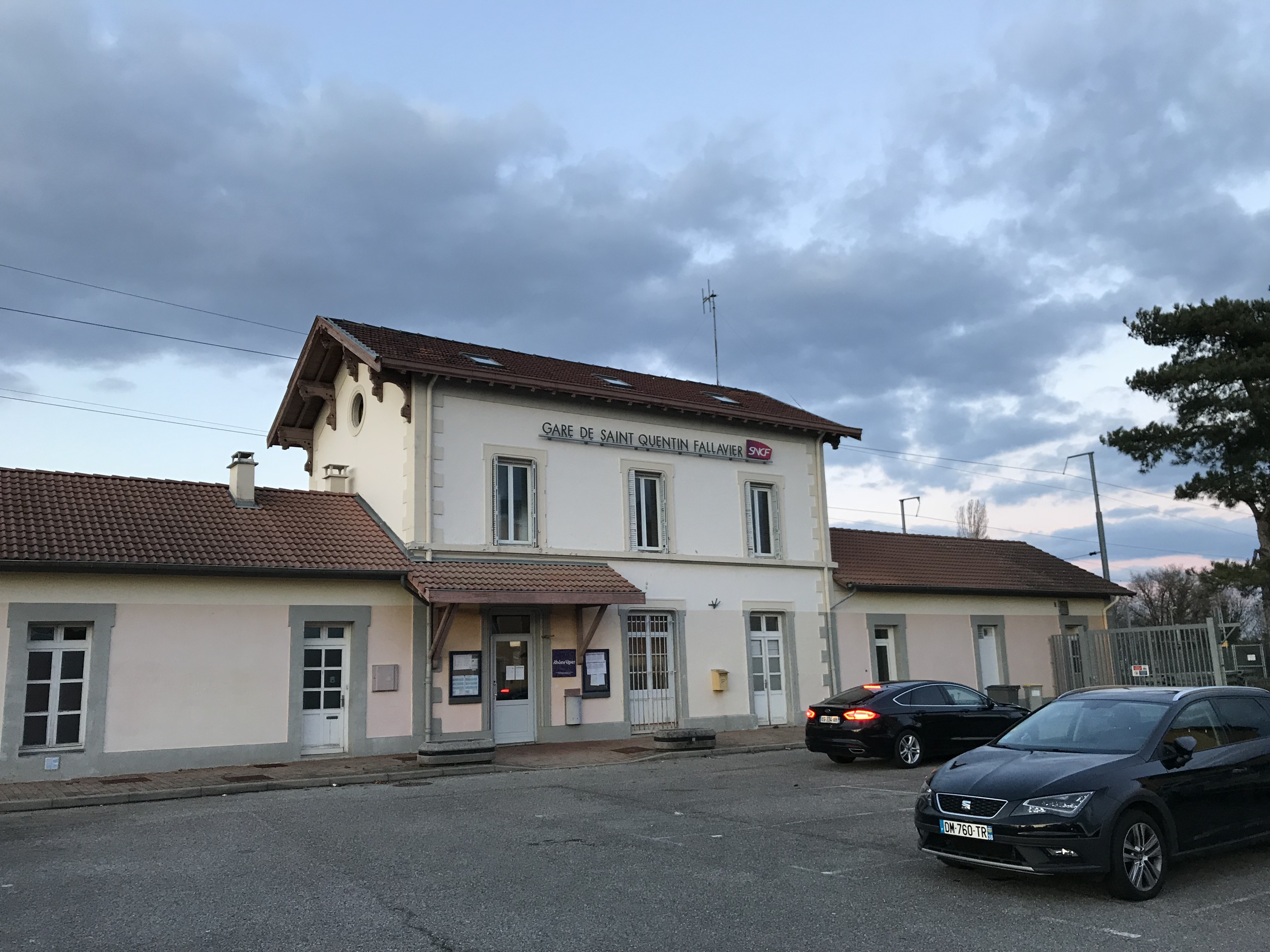
圣康坦-法拉维耶火车站主站房

### 公路
A43高速公路经过圣康坦-法拉维耶境内，并设有5号出入口连接市区；此外多条伊泽尔省省道在圣康坦-法拉维耶境内交汇。奥弗涅-罗讷-阿尔卑斯大区下属的城际客运提供巴士线路，可前往周边部分市镇。
2018年，86.4%的圣康坦-法拉维耶家庭拥有至少一辆私人汽车。2019年，圣康坦-法拉维耶境内共发生各类交通事故12起，造成15人受伤。
| 5 Grenoble | 2.6 |

| 5 Lyon | 3.5 |

| 格勒诺布尔 | 84 |

| 拉图尔迪潘 | 32 |

| 布尔关雅略 | 18 |

| 昂贝略昂比热 | 50 |

| 圣普列斯特 | 17 |

| 利勒达博 | 13 |

### 铁路
圣康坦-法拉维耶位于里昂－马赛铁路上。圣康坦-法拉维耶站位于市区中南部，停靠往返于里昂和圣安德烈勒加兹一线的区域列车。

### 航空
距离圣康坦-法拉维耶最近的民用航空站为里昂圣埃克絮佩里机场，距离圣康坦-法拉维耶市中心的公路里程约14公里。

### 城市公共交通
圣康坦-法拉维耶是布尔关雅略城市公共交通（商业名称为）的服务范围，后者是布尔关雅略及附近多个市镇的城市公共交通系统。截至2022年8月，该系统共包括数十条公交线路，其中A线、X05线、X06线和公交26路经过圣康坦-法拉维耶市区。

## 政治

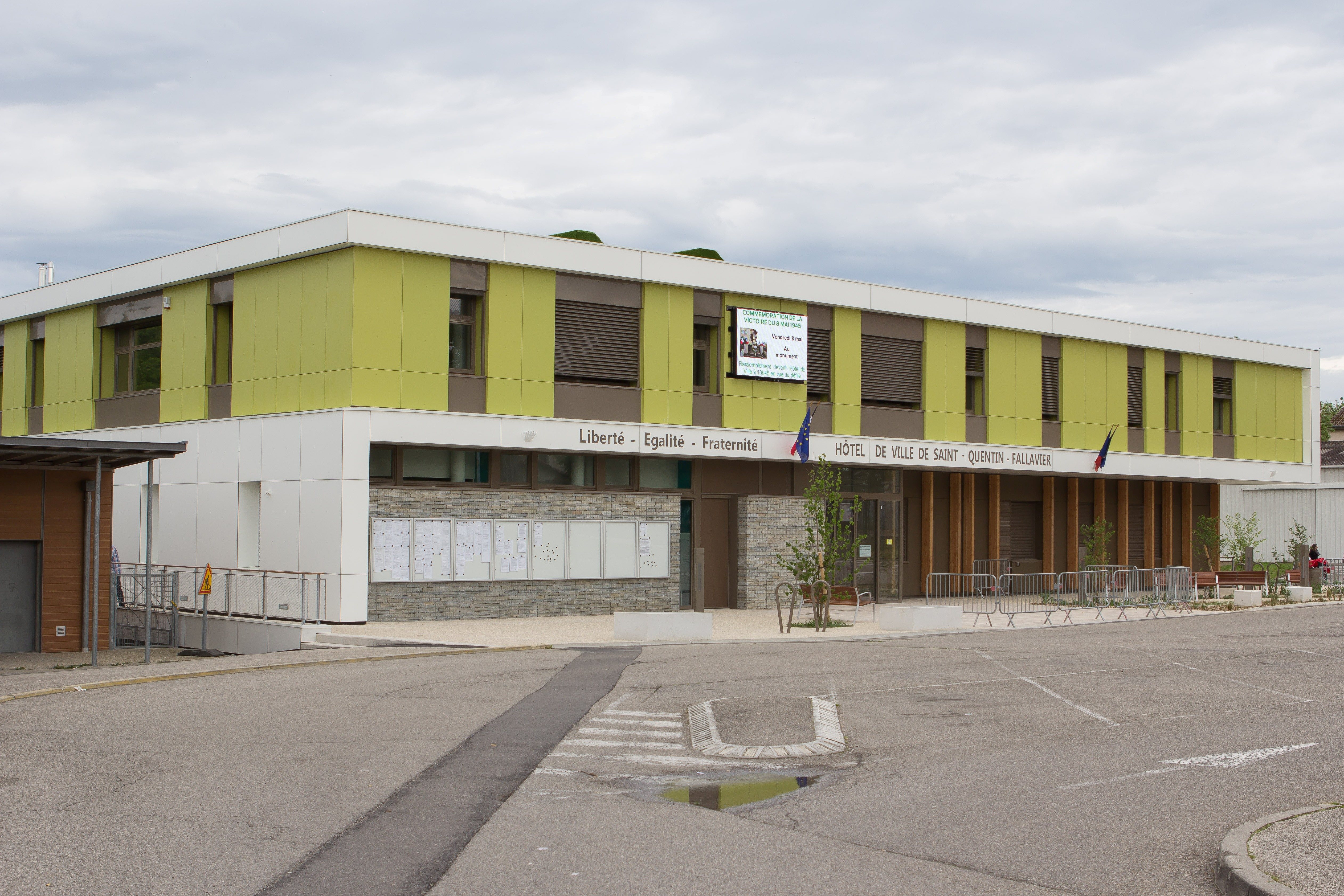
圣康坦-法拉维耶市政厅

圣康坦-法拉维耶的现任市长为米歇尔·巴科尼埃先生（Michel BACCONNIER），他是法国共产党的一名成员，在2020年的市政选举中获得了52.46%的支持率。
在2022年的法国总统大选中，法国第25任总统埃马纽埃尔·马克龙在圣康坦-法拉维耶获得了50.82%的支持率。

## 人口
2019年，圣康坦-法拉维耶市镇人口数量为6,020，在法国排名第1,825位。其中男性3,181人，女性2,839人，75岁及以上人口占6.7%，外籍人口数量为303人，人口密度为264人/平方公里，当地居民被称为（男性）或（女性）。2020年，圣康坦-法拉维耶境内出生59人，死亡人口77人。
| 圣康坦-法拉维耶1901年－2019年人口变化情况 |
|                                           |
| 数据来源：Cassini、INSEE                  |

## 经济

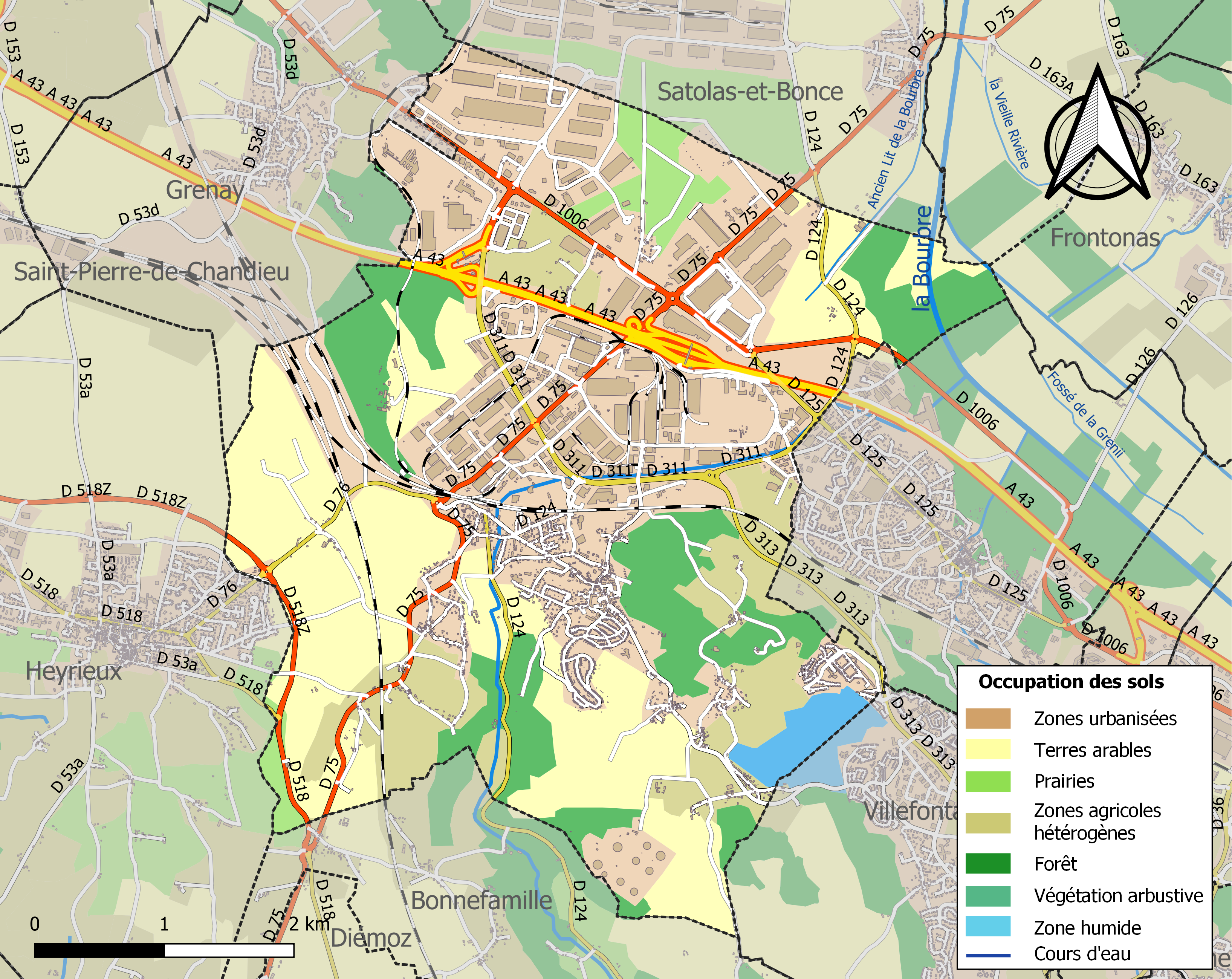
圣康坦-法拉维耶土地利用情况地图

圣康坦-法拉维耶是一个区域性的中心城市。截止2022年8月，圣康坦-法拉维耶市镇范围内共有各类用人单位（包含自雇）1,039家，平均历史为15年，其中88.19%为中小型企业（PME），2022年6月至8月间，当地的经济活力指数为1.44%。（化工产品）、（汽车销售）及（货物运输）是当地2021年营业额最高的三个企业，分别为105,547,221欧元、102,138,782欧元和96,063,287欧元。

## 财政与居民收入
2020年，圣康坦-法拉维耶的财政收入总额为12,412,600欧元，财政支出总额为11,266,300欧元，当年的债务总额为4,582,900欧元。2021年，圣康坦-法拉维耶市镇所在的伊泽尔门城市圈公共社区共获得36,555,226欧元的国家财政补助，比上一年增加了193.15%。
2019年，圣康坦-法拉维耶的人均月收入总额为2,130欧元，其中高级职员为3,583欧元，低于法国平均水平（4,230欧元）；中级职员为2,335欧元，低于法国平均水平（2,411欧元）；普通职员为1,796欧元，高于法国平均水平（1,740欧元）。
2018年，圣康坦-法拉维耶境内的青壮年（15至64岁）失业率为13.5%，当地47.3%的家庭拥有纳税资格，平均纳税2,047欧元，低于法国平均水平（3,910欧元）。

## 社会事务

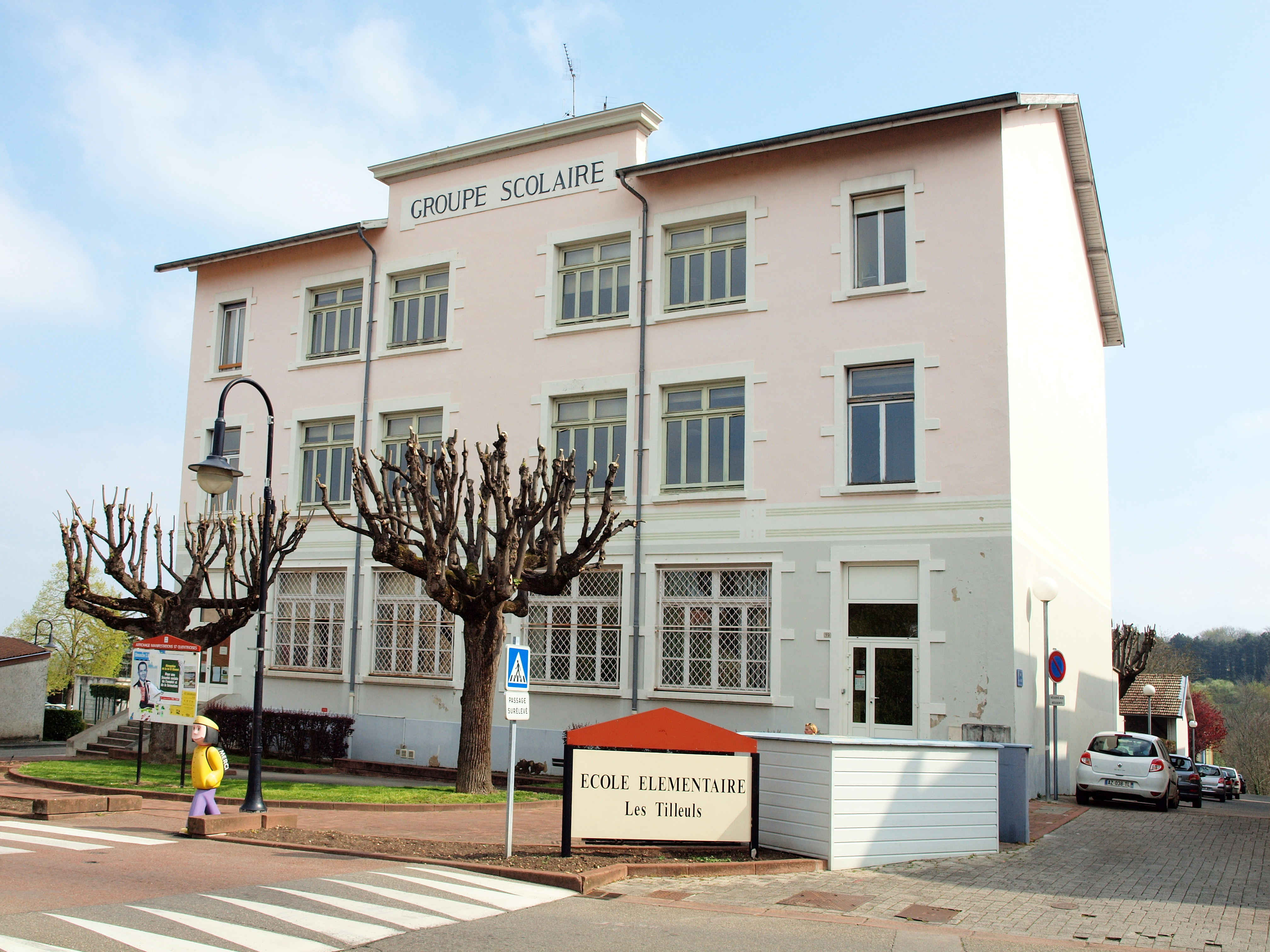
圣康坦-法拉维耶的一所中学

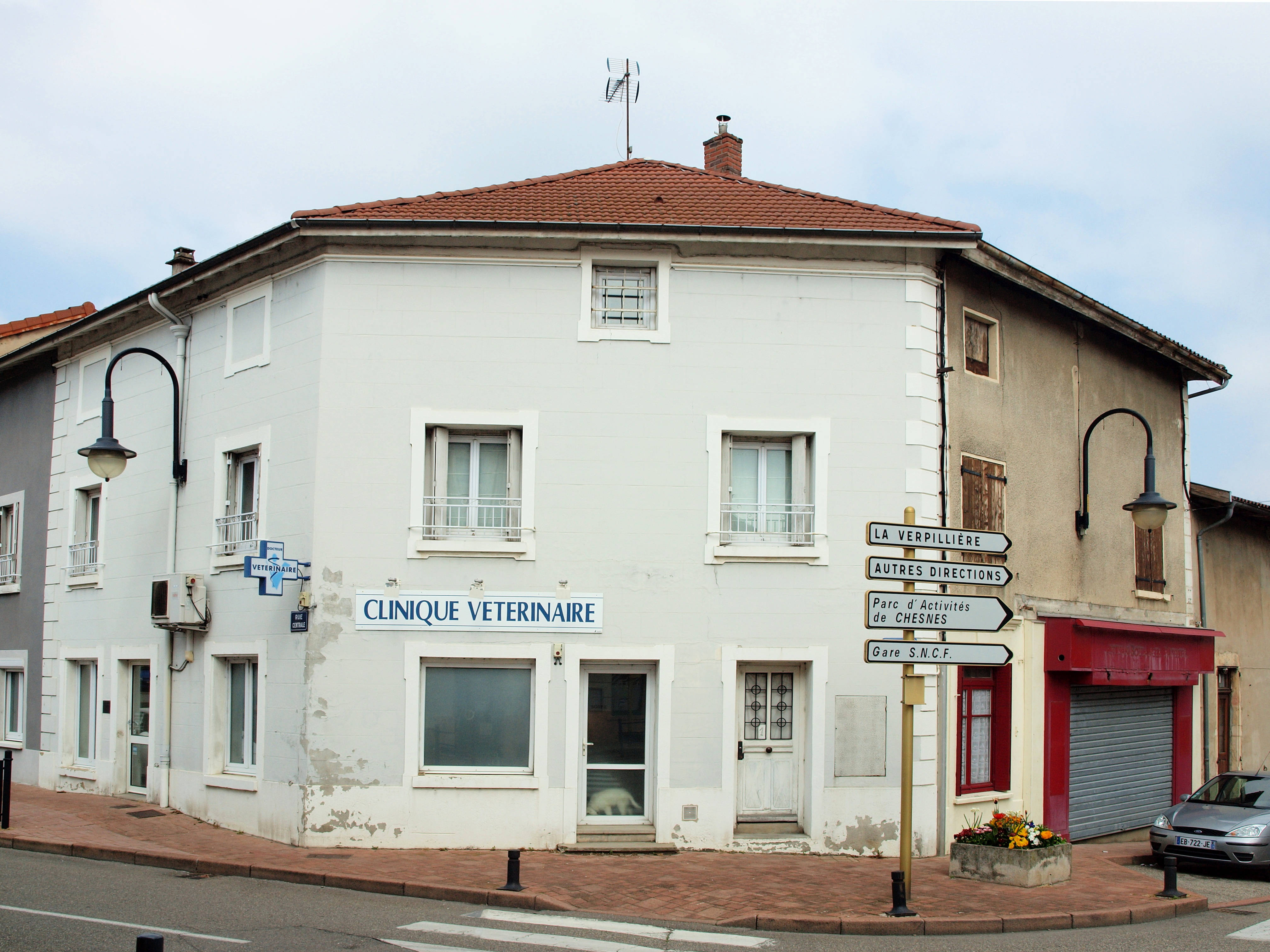
圣康坦-法拉维耶的一家兽医医院

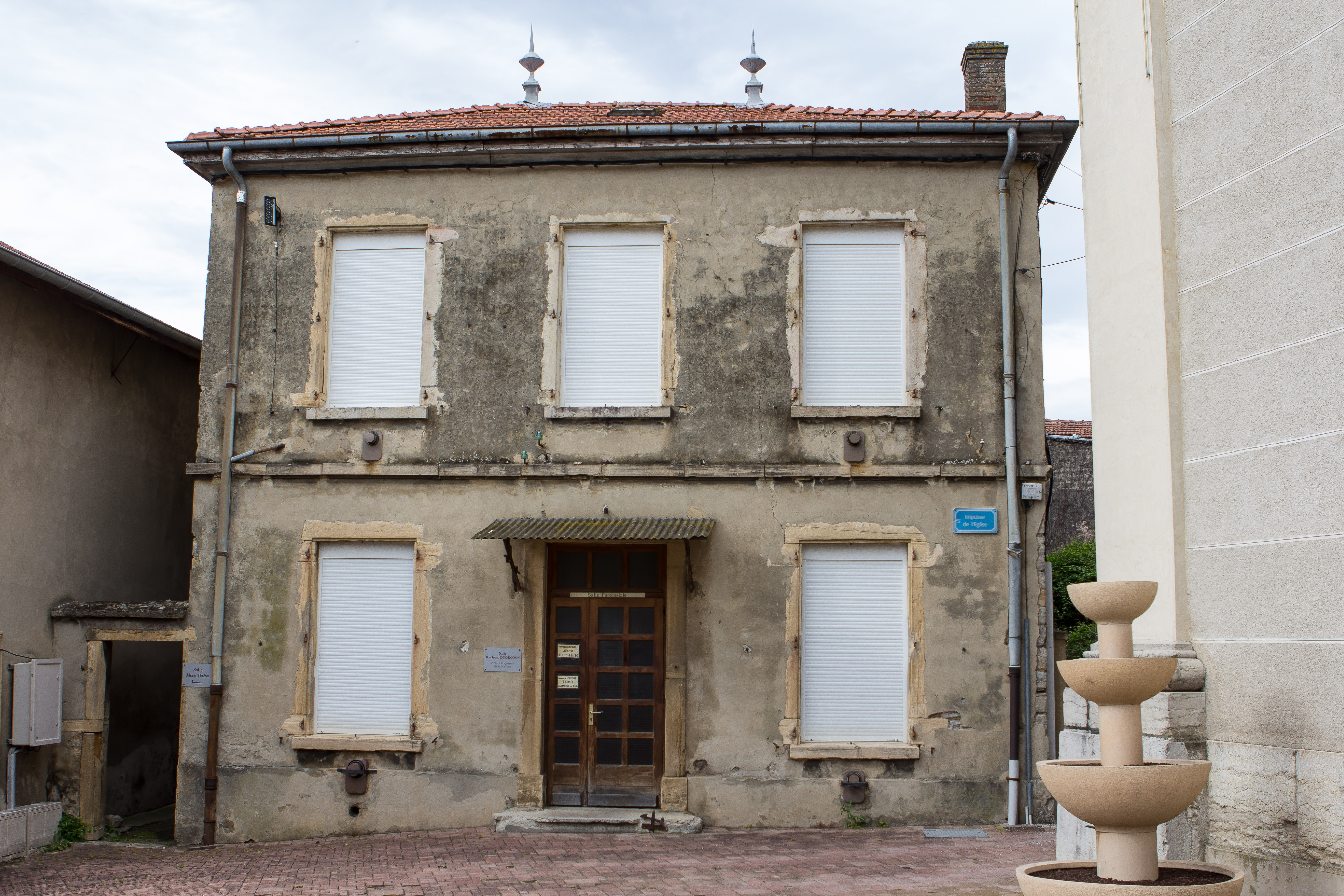
民居

### 教育
圣康坦-法拉维耶属于格勒诺布尔学区。截止2020年1月1日，圣康坦-法拉维耶境内共有2所幼儿园、4所小学和1所初级中学。2018至2019学年度，圣康坦-法拉维耶境内共有在校中等教育阶段学生414名。

### 医疗
截止2020年1月1日，圣康坦-法拉维耶境内共有全科医生7名、保健师4名、牙医4名、护士2名和助产士1名。境内共有药房2家、养老院2家。
距离圣康坦-法拉维耶最近的区域性医疗机构为布尔关雅略中心医院（Centre Hospitalier de Bourgoin-Jallieu），其主病区皮埃尔·乌多医院（Hôpital Pierre Oudot）位于布尔关雅略市区西部，距离圣康坦-法拉维耶市区的正常车程约15分钟，该院设有床位368个，是当地规模最大的公立综合性医院。

### 住房
2018年，圣康坦-法拉维耶境内共有各类住房2,226套，其中72.4%为独立式居民区，26.9%为集中式居民区。常住房屋占圣康坦-法拉维耶市镇范围内居民建筑总量的95.3%。
在住房保障政策方面，2020年，圣康坦-法拉维耶境内共有444户家庭获得了住房经济补助，受益人数占总人口数量的7.3%，其中407份为房租补助。

### 商业
2019年，圣康坦-法拉维耶境内共有各类实体商铺168家，其中餐厅22家、大型超市1家、杂货店4家、面包房2家、肉铺2家、书店2家、装饰品店1家、银行门店3家、美容美发店10家、汽车维修店20家。镇中心建有一家家乐福超市，市区北部的工业区内则建有一家E.Leclerc汽车超市。

### 体育
2020年，圣康坦-法拉维耶境内共有1家游泳池、2间体育馆、2座综合体育场、4处网球场、2处马术场、2处足球或橄榄球场以及1处篮球或排球场。
截至2022年8月，圣康坦-法拉维耶足球俱乐部（Saint Quentin Fallavier Football Club，编号560979）是当地唯一的注册足球俱乐部，其主队2022至2023赛季参加伊泽尔省足球联赛丙组（法国第十一级别），其主场为塔拉比球场（Stade de Tharabie）。

### 环境
圣康坦-法拉维耶的环境事务由其所属的伊泽尔门城市圈公共社区联合各级政府协调负责。2019年，圣康坦-法拉维耶境内共有3家污染企业。

### 治安
圣康坦-法拉维耶及其附近的共52个市镇是布尔关雅略国家宪兵队（zone gendarmerie de Bourgoin-Jallieu）的管辖范围。2020年，该宪兵队累计记录各类案件6,398起，其中盗窃类案件3,228起，经济类案件743起，毒品交易类案件423起。

## 文化

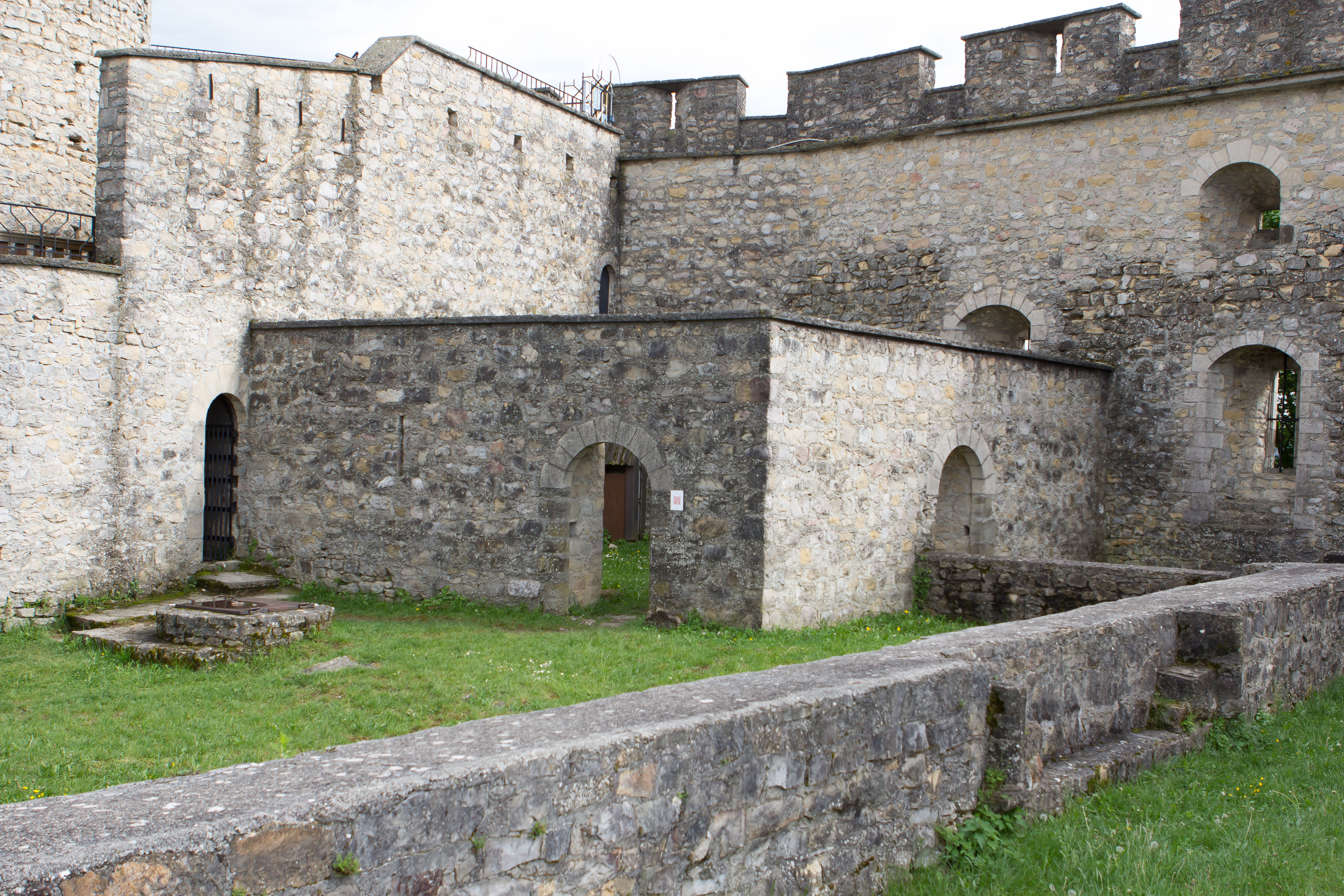
法拉维耶城堡一角

2020年，圣康坦-法拉维耶境内暂无任何文化设施。圣康坦-法拉维耶市政府提供多媒体中心，每周二、三、四、六向公众开放。

### 建筑
圣康坦-法拉维耶境内有多处历史建筑，其中法拉维耶城堡、圣康坦教堂（Église Saint-Quentin）等是当地的地标性建筑物。

### 旅游
圣康坦-法拉维耶的旅游事务由其所属的伊泽尔门城市圈公共社区负责。2021年，圣康坦-法拉维耶境内共有6家酒店共计353间房间。

### 媒体
法国主要的媒体均可在圣康坦-法拉维耶接收，法国电视三台下属的奥弗涅-罗讷-阿尔卑斯大区频道在部分时段播出圣康坦-法拉维耶所属区域的地方新闻。蓝色法兰西伊泽尔广播、Scoop广播、《里昂进步报》、《多菲内自由报》等是当地主要的地方性媒体。

## 友好城市
截至2022年8月，圣康坦-法拉维耶共与两座城市互为友好城市关系：
- 德国 弗赖格里希特
- 義大利 加利卡诺-内尔拉齐奥